# PGC 126888
LEDA/PGC 126888 ist eine Galaxie im Sternbild Coma Berenices am Nordsternhimmel. Sie ist schätzungsweise 1,15 Milliarden Lichtjahre von der Milchstraße entfernt. Die Galaxie gilt als Mitglied des Coma-Galaxienhaufens Abell 1656, ist dafür jedoch zu weit entfernt.
Im selben Himmelsareal befinden sich u. a. die Galaxien NGC 4819, NGC 4821, NGC 4827, IC 3913.